# Jozef Lehocký (1963)
Jozef Lehocký (* 7. ledna 1963) je bývalý slovenský fotbalista a trenér.

## Hráčská kariéra
V československé lize hrál za Tatran Prešov. Nastoupil ve 2 ligových utkáních. Ve druhé nejvyšší soutěži hrál za Teslu Stropkov a FK Slavoj Trebišov.

## Ligová bilance
| Ročník          | Zápasy | Góly | Klub                          |
| --------------- | ------ | ---- | ----------------------------- |
| I. SNFL 1983/84 | 23     | 2    | Tesla Stropkov                |
| I. SNFL 1985/86 | 28     | 1    | Tesla Stropkov                |
| I. SNFL 1986/87 | 14     | 1    | Tesla Stropkov                |
| I. SNFL 1986/87 | 13     | 0    | Slavoj Poľnohospodár Trebišov |
| I. liga 1987/88 | 2      | 0    | Tatran Prešov                 |
| I. SNFL 1987/88 | 19     | 0    | Tesla Stropkov                |
| I. SNFL 1988/89 | 30     | 0    | Tesla Stropkov                |
| CELKEM          | 2      | 0    |                               |

## Trenérská kariéra
Po skončení hráčské kariéry se stal trenérem. Trénoval např. ŠK Bukocel Vranov nad Topľou, TJ Slavoj Pacov (2008–2011, 2015–2016), MFK Vranov nad Topľou (2011–2012), stropkovskou mládež (2012–2013) a MŠK Tesla Stropkov (od 2013).